# Rio Guadalupe (Califórnia)
O rio Guadalupe é um rio de curso principal urbano, que percorre cerca de 14 milhas (23 km) para o norte, no estado da Califórnia, Estados Unidos, embora seus afluentes mais extensos nasçam nas Montanhas de Santa Cruz.
O curso principal do rio tem início no fundo do Vale de Santa Clara, onde o riacho Los Alamitos sai do Lago Almaden e se junta ao riacho Guadalupe, pouco abaixo da Coleman Road, em San José, Califórnia. A partir desse ponto, o rio segue para o norte, atravessando San Jose, onde recebe o Los Gatos Creek, um importante afluente. O rio Guadalupe atua como limite leste da cidade de Santa Clara e limite oeste de Alviso; após atravessar San José, deságua no sul da Baía de São Francisco, no Alviso Slough.
Grande parte do rio é maergeada por parques. Os afluentes do Los Alamitos e Guadalupe Creek são alimentados por riachos menores que nascem no Almaden Quicksilver County Park, local onde funcionaram antigas minas de mercúrio da época em que a região era governada pelo México.
A bacia hidrográfica do Guadalupe capta a água da chuva que escorre pelas encostas da Loma Prieta e do Monte Umunhum, os dois picos mais altos da Sierra Azul — nome espanhol histórico que significa "Montanhas Azuis", usado para designar a porção sul das Montanhas de Santa Cruz, ao sul da Rodovia 17 da Califórnia. Dois dos principais afluentes do rio Guadalupe,no Los Gatos Creek e o Guadalupe Creek, têm suas nascentes na Reserva Aberta Sierra Azul, nas encostas oeste e leste da Sierra Azul, respectivamente.

## História
O rio Guadalupe recebeu esse nome da Expedição Juan Bautista de Anza, em 30 de março de 1776, como Rio de Nossa Senhora de Guadalupe, em homenagem à Virgem de Guadalupe, padroeira principal da expedição. Especificamente, Juan Bautista de Anza acampou às margens do rio Guadalupe no Acampamento de Expedição nº 97, em 30 de março de 1776, próximo ao local onde se encontra o Hospital Estadual Agnews, no Condado de Santa Clara (2001).
A histórica Expedição de Anza explorou grande parte do Condado de Santa Clara, atravessando suas áreas ocidentais a caminho de Monterey para São Francisco  contornando o extremo sul da Baía de São Francisco e retornando pelas regiões orientais do condado após explorar partes da Baía Leste.
Em 1777, foram fundados nas margens do Mission Creek — a curta distância de sua confluência com o rio Guadalupe — tanto a Missão de Santa Clara de Thamien quanto o Pueblo de San José de Guadalupe.
Historicamente, o rio Guadalupe era ainda mais curto, com sua nascente situada vários quilômetros ao norte, no extremo sul de um grande pântano de salgueiros, onde hoje se localiza Willow Glen. Seu principal afluente era conhecido como Arroyo Seco de Guadalupe nos mapas da década de 1860, e posteriormente como Arroyo Seco de Los Capitancillos, conforme os mapas de Thompson & West, de 1876.
Em 9 de julho de 2005, os ossos fossilizados de um mamute-colombiano juvenil foram descobertos por Roger Castillo, morador de San José, nas margens do baixo rio Guadalupe, próximo ao viaduto da Trimble Road.
Roger é fundador da organização de conservação Salmon and Steelhead Restoration Group e atuou como membro do conselho do Guadalupe–Coyote Resource Conservation District. O mamute, datado do período Pleistoceno, foi apelidado de "Lupe" pelos moradores locais, e seus fósseis estão atualmente expostos no Museu de Descobertas Infantis de San Jose .

## Bacia hidrográfica de Guadalupe

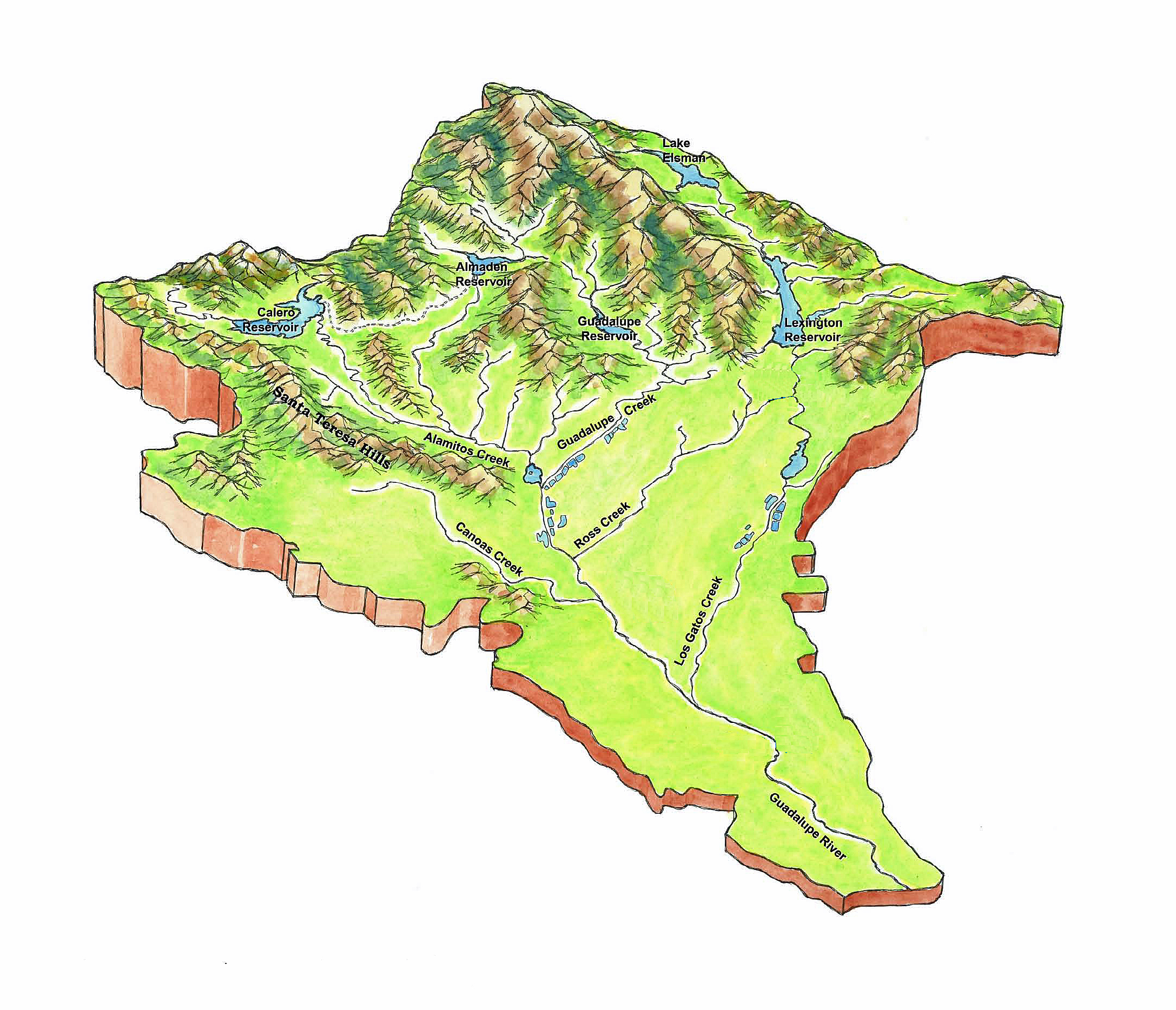
Mapa topográfico 3D dos riachos tributários da bacia hidrográfica de Guadalupe

Historicamente, o rio Guadalupe desaguava em Guadalupe Slough, 1,0 milha (1,6 km) a oeste de sua drenagem atual em Alviso Slough. Para facilitar o transporte de veleiros pelo fio Guadalupe até o porto de Alviso, o rio foi redirecionado para o mais reto Alviso Slough na década de 1870. Alviso Slough, também conhecido historicamente como Steamboat Slough, era relativamente reto, enquanto Guadalupe Slough serpenteava extensivamente pelos pântanos. Historicamente, Alviso Slough não era alimentado por nenhum riacho de terras altas, mas simplesmente transportava água da maré para dentro e para fora dos extensos pântanos salgados.
O redirecionamento do rio para Alviso Slough na década de 1870 também o desconectou de vários afluentes e teve o efeito de encolher a bacia hidrográfica de Guadalupe. O Riacho San Tomas Aquino (atual) e seu afluente Riacho Saratoga (anteriormente conhecido como Riacho San Jon e Riacho Campbell) e Riacho Calabazas (histórico) costumavam desaguar no rio Guadalupe a montante de Alviso. Esses afluentes foram desconectados do rio e redirecionados diretamente para Guadalupe Slough entre 1876 e 1890, de acordo com mapas históricos. Há relatos de que Saratoga Creek (Campbell Creek) tinha cardumes de trutas arco-íris e salmões prateados. Grandes porções dos afluentes do rio foram endireitadas e blindadas a partir do final do século XIX e continuando pelo século XX, primeiro por fazendeiros e depois pelo Santa Clara Valley Water District (SCVWD) e suas organizações predecessoras. Agora, elas secam nos meses de verão e seus segmentos mais baixos se tornaram valas desnudas que exigem manutenção contínua. O Mission Creek costumava abrigar trutas e salmões, mas hoje está enterrado em um bueiro. A bacia hidrográfica histórica pode ser vista nos mapas de Thompson e West de 1876.
A bacia hidrográfica do rio Guadalupe drena hoje uma área de 171 milha quadradas (440 km2). Abaixo de sua origem na confluência dos riachos Guadalupe e Los Alamitos, o curso principal é unido por três outros afluentes: Ross, Canoas e Los Gatos Creeks. O SCVWD gerencia os fluxos de água (abastecimento) e fornece controle de enchentes no rio e, recentemente, começou a promover a administração de bacias hidrográficas. Existem seis grandes reservatórios na bacia hidrográfica: Reservatório Calero no Riacho Calero, Reservatório Guadalupe no Riacho Guadalupe, Reservatório Almaden no Riacho Alamitos, Reservatório Vasona, Reservatório Lexington e Lago Elsman no Riacho Los Gatos.

### Restauração da foz do rio

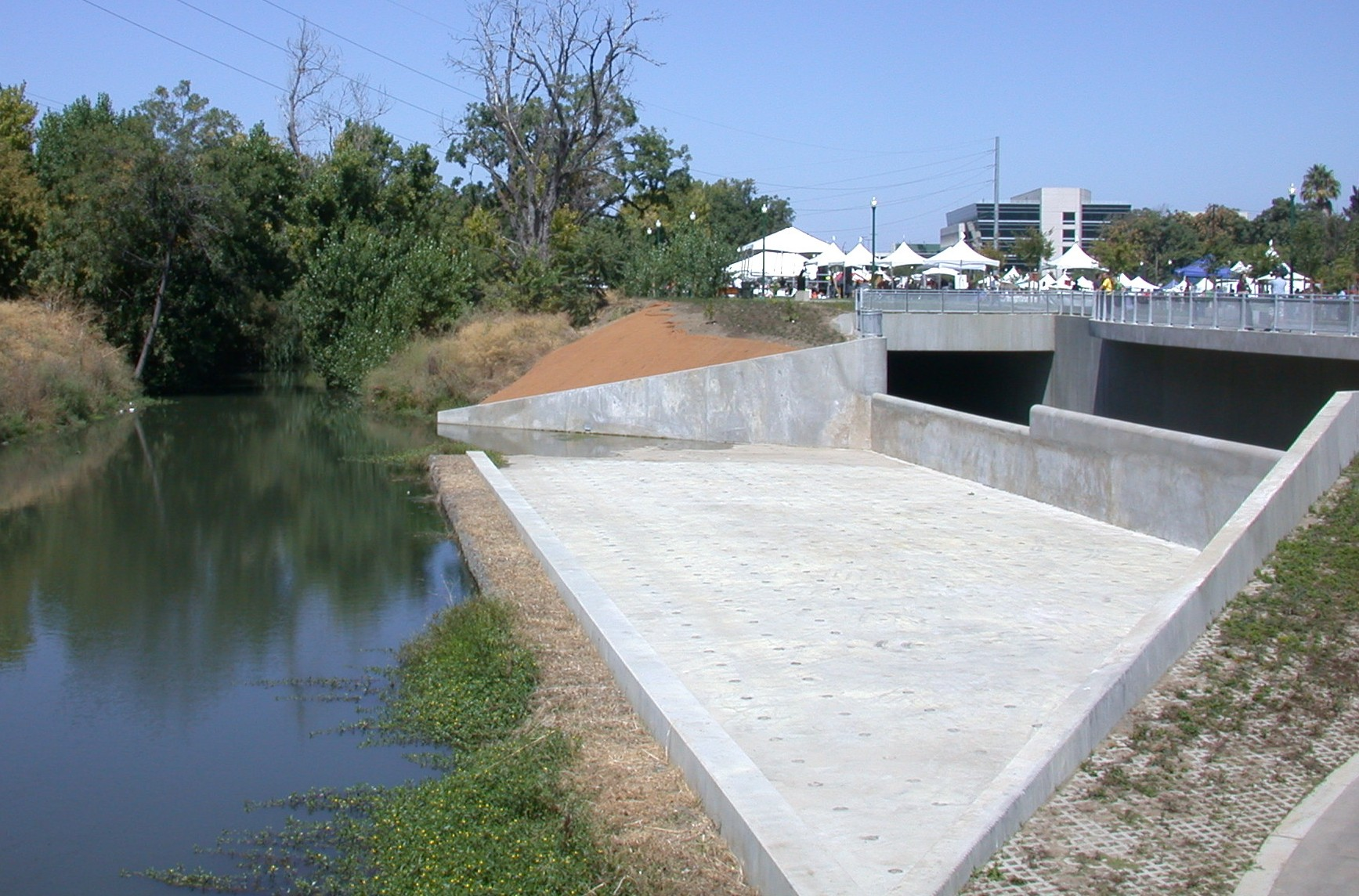
Festividades do dia de abertura no Parque e Jardins do Rio Guadalupe

Após nove anos de estudo e debate apaixonado sobre o futuro da orla de San Jose/Alviso, o Distrito Hídrico do Vale de Santa Clara votou em novembro de 2009 para aprovar um projeto de 6 milhões de dólares para limpar juncos, juncos e sedimentos espessos do rio Guadalupe em Alviso. A construção de lagoas de evaporação de sal na década de 1930 redirecionou o rio, interrompendo a ação das marés. Mais tarde, na década de 1960, quando Alviso estava sendo anexada a San Jose, o Corpo de Engenheiros do Exército e o distrito de águas endireitaram o rio para melhorar a segurança contra enchentes, o que inadvertidamente aumentou a sedimentação no Alviso Slough. O projeto atual abrirá um antigo lago de sal da Cargill (conhecido como A8) como o início do Projeto de Restauração do Lago de Sal da Baía Sul, considerado o maior projeto de restauração de áreas úmidas de maré na Costa Oeste. Quando concluído, o projeto deverá restaurar 15 100 acre(s)s (61 km2)   de lagoas industriais de sal até zonas úmidas de maré. A Lagoa A8 será a primeira a ser trabalhada.

## Habitate vida selvagem

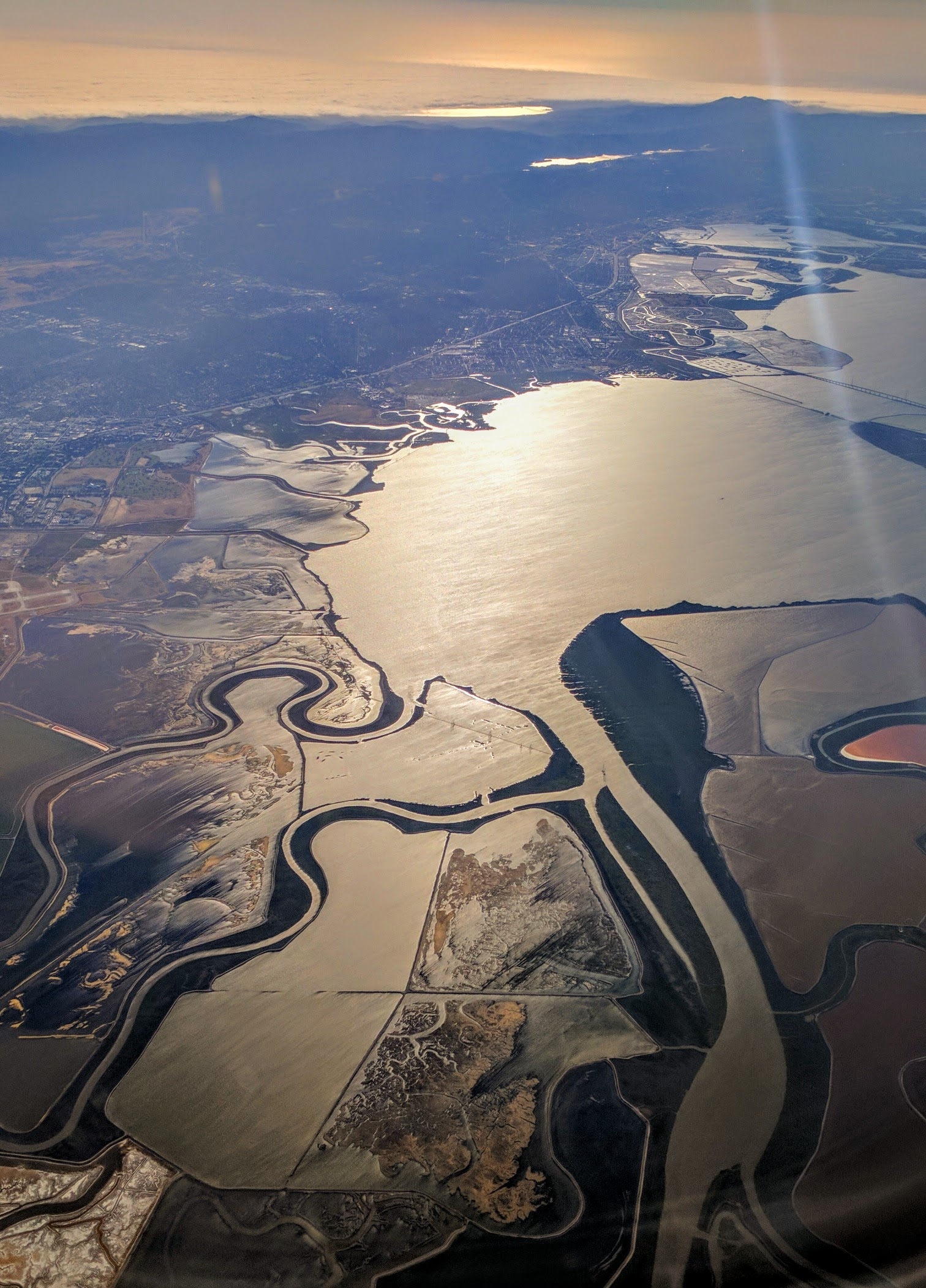
Coyote Creek (abaixo à direita), onde deságua no sul da Baía de São Francisco, com o rio Guadalupe se juntando a ele através do Alviso Slough, e o Guadalupe Slough entrando a oeste (à esquerda). Os lagos entre os pântanos sinuosos, à esquerda, são os lagos salgados A5 a A8; no centro inferior, delimitados pelo Alviso Slough e Coyote Creek, A9 a A15

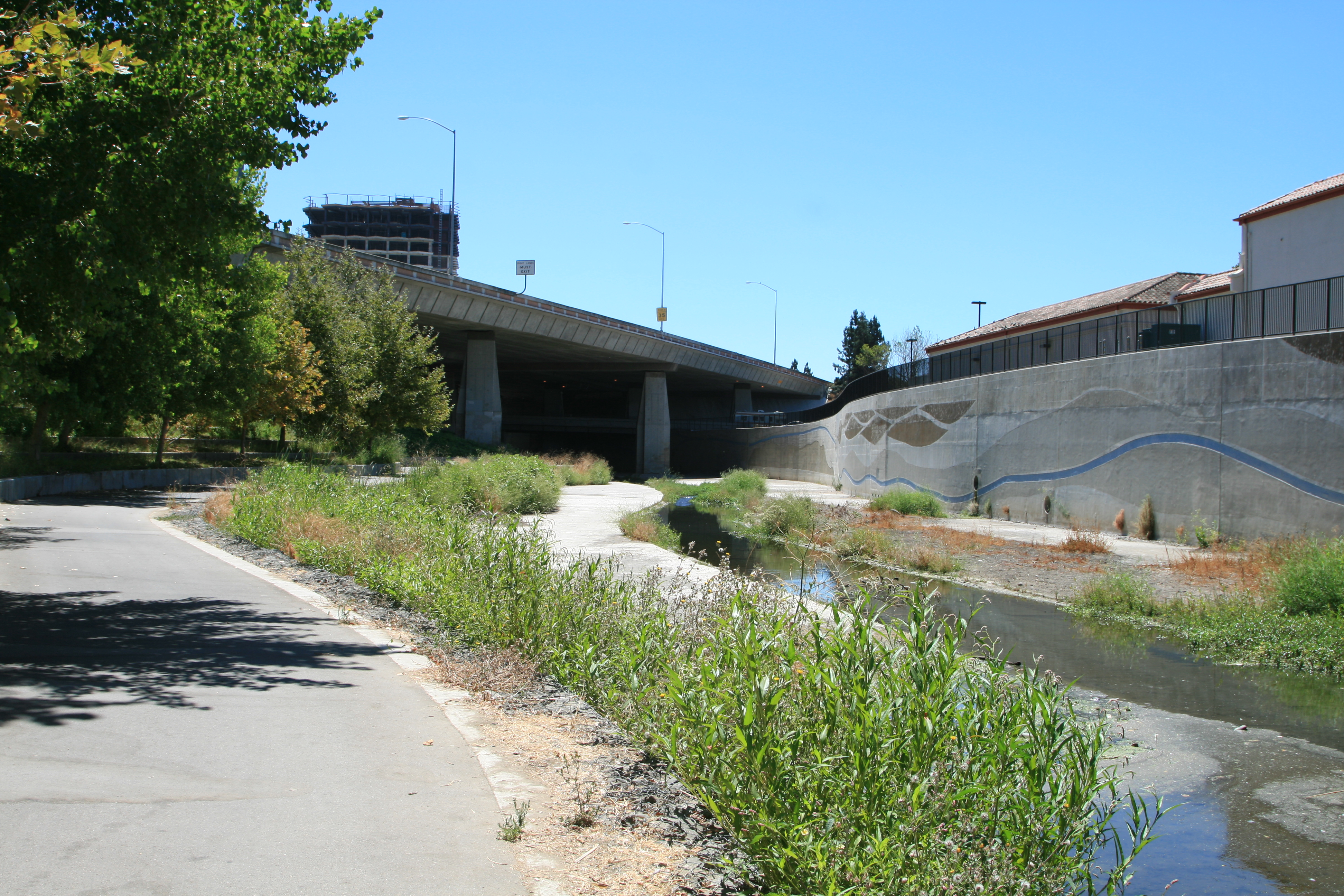
O rio Guadalupe urbano encontra-se em um canal de concreto fortemente blindado

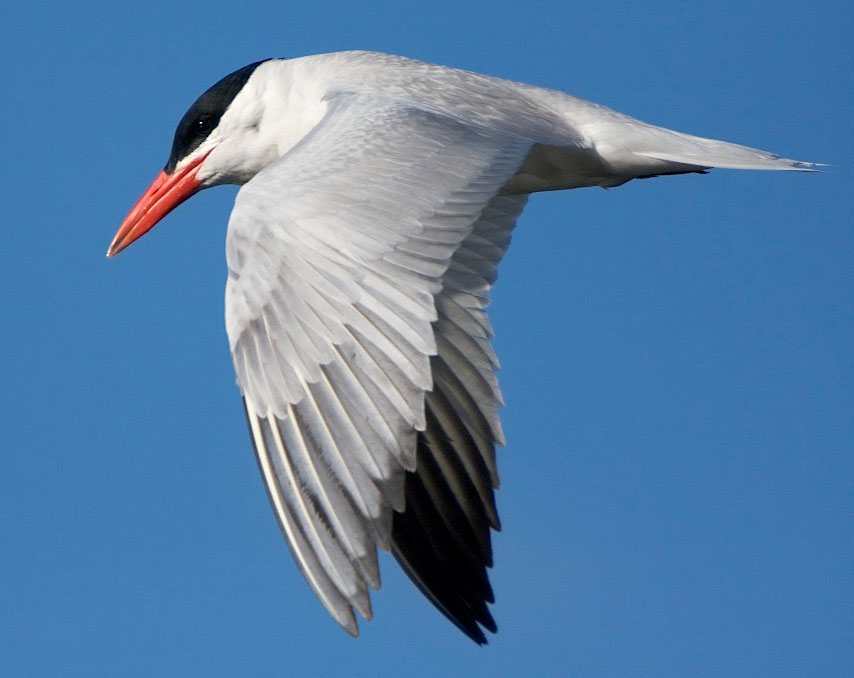
Andorinha-do-mar-do-mar-cáspio na bacia hidrográfica de Guadalupe

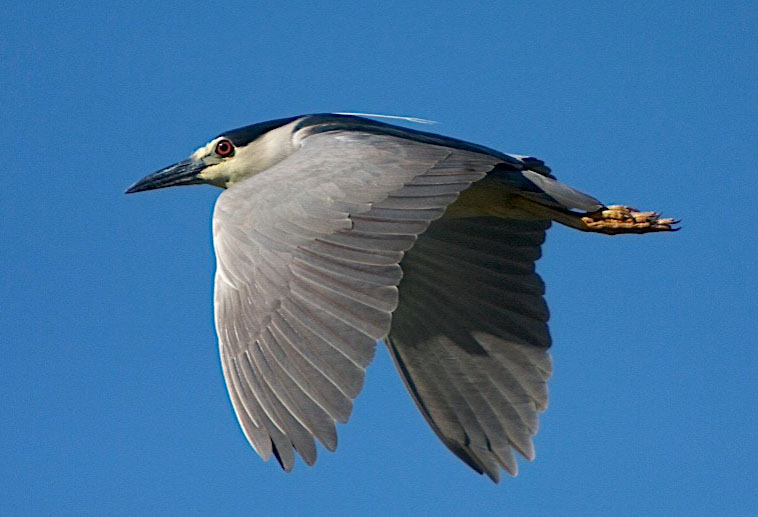
Garça-noturna-de-coroa-preta na bacia hidrográfica de Guadalupe

Um estudo recente de sequenciamento de DNA antigo de restos de salmonídeos escavados na Missão Santa Clara, datados de 1781–1834 EC, descobriu que das 58 vértebras de salmonídeos analisadas, três amostras tinham sequências de DNA indicando salmão Chinook (Oncorhynchus tshawytscha), as outras 55 eram trutas arco-íris (Oncorhynchus mykiss). O mesmo estudo também encontrou 53 espécimes marinhos na Missão Santa Clara. O salmão Chinook era historicamente abundante no Rio Sacramento e passava pela Baía de São Francisco para habitats marinhos, mas raramente entrava em riachos ao sul da Baía de São Francisco, e não foi documentado na bacia hidrográfica do rio Guadalupe ou em outros riachos do Condado de Santa Clara antes da década de 1980. Tanto a truta arco-íris, que foi registrada historicamente em determinados riachos do Condado de Santa Clara, quanto as migrações de salmão Chinook ocorrem na bacia hidrográfica do rio Guadalupe hoje em dia, quando as condições são apropriadas. Duas análises genéticas descobriram que o salmão Chinook do rio Guadalupe está intimamente relacionado com o estoque de salmão de outono do Vale Central, com afinidade genética com o viveiro do Rio Feather e geneticamente diferenciado do salmão Chinook costeiro. O salmão Chinook é hábil na colonização de riachos e rios vizinhos e até distantes, como evidenciado pela recente descoberta de salmões Chinook juvenis no rio Klamath, no rio Napa, e sabe-se que os peixes de viveiro se perdem em taxas mais elevadas do que os peixes gerados naturalmente. Em 2012, o Plano de Habitat do Vale de Santa Clara relatou que o salmão Chinook atualmente desova no rio Guadalupe e seus afluentes, bem como no Riacho Coyote . Como os Chinook desovam no início do inverno e os juvenis podem migrar para o oceano na primeira primavera, os Chinook conseguem usar habitats que ficam muito quentes ou têm baixa qualidade de água no verão.
No afluente do Riacho Los Gatos, uma população de castores dourados da Califórnia (Castor canadensis subauratus) foi restabelecida entre o Lago Elsman e o Reservatório Lexington . O castor foi reintroduzido na parte do riacho Los Gatos onde entra no reservatório Lexington em algum momento antes de 1997 e, recentemente, um castor teria servido como "uma refeição farta" para um leão da montanha local. Um documentário em vídeo de Greg Kerekes documentou um castor no curso principal do rio Guadalupe, no centro de San Jose, em abril de 2013. Estes são os primeiros castores registrados no Vale de Santa Clara desde que o zoólogo James Graham Cooper capturou um em Santa Clara para a Smithsonian Institution em 31 de dezembro de 1855. As evidências históricas da presença de castores na área incluem a referência do Capitão John Sutter, que por volta de 1840 registrou que 1.500 peles de castor foram vendidas "por um valor irrisório" pelos índios para a Missão San José . Em 1840, do porto de Alviso, Califórnia, peles de castor, couro de gado e sebo foram enviados para São Francisco . Além disso, em 1828 o caçador de peles Michel La Framboise viajou do rio Bonaventura para São Francisco e depois para as missões de São José, São Francisco Solano e São Rafael Arcángel . La Framboise afirmou que "a Baía de São Francisco é rica em castores" e que ele "fez sua melhor caça nas proximidades das missões". Os castores dourados foram aparentemente exterminados por caçadores na Bay Area algum tempo depois do fim da Corrida das Peles na Califórnia .
As andorinhas-do-mar-cáspias (Hydroprogne caspia), as maiores andorinhas-do-mar da América do Norte, retornam à baía toda primavera para nidificar, migrando de lugares tão distantes quanto a Colômbia . De acordo com cientistas do Serviço Geológico dos EUA, as populações de andorinhas-do-mar-do-mar-cáspio na Baía Sul estão diminuindo ao mesmo tempo em que altos níveis de mercúrio estão sendo encontrados em seus ovos. Os maiores níveis de mercúrio encontrados em animais da Baía foram nos ovos de andorinhas-do-mar-do-mar-cáspio e de Forster (Sterna forsteri) que nidificam perto dos lagos de sal de Cargill, na foz do Rio Guadalupe. Um estudo conduzido pelo Serviço de Pesca e Vida Selvagem dos EUA descobriu que quase três quartos dos ovos examinados em ninhos de garça-noturna-de-coroa-preta (Nycticorax nycticorax) na bacia hidrográfica de Guadalupe continham mercúrio que excedia os limites conhecidos por matar os embriões de outras espécies de aves.

### Inundações

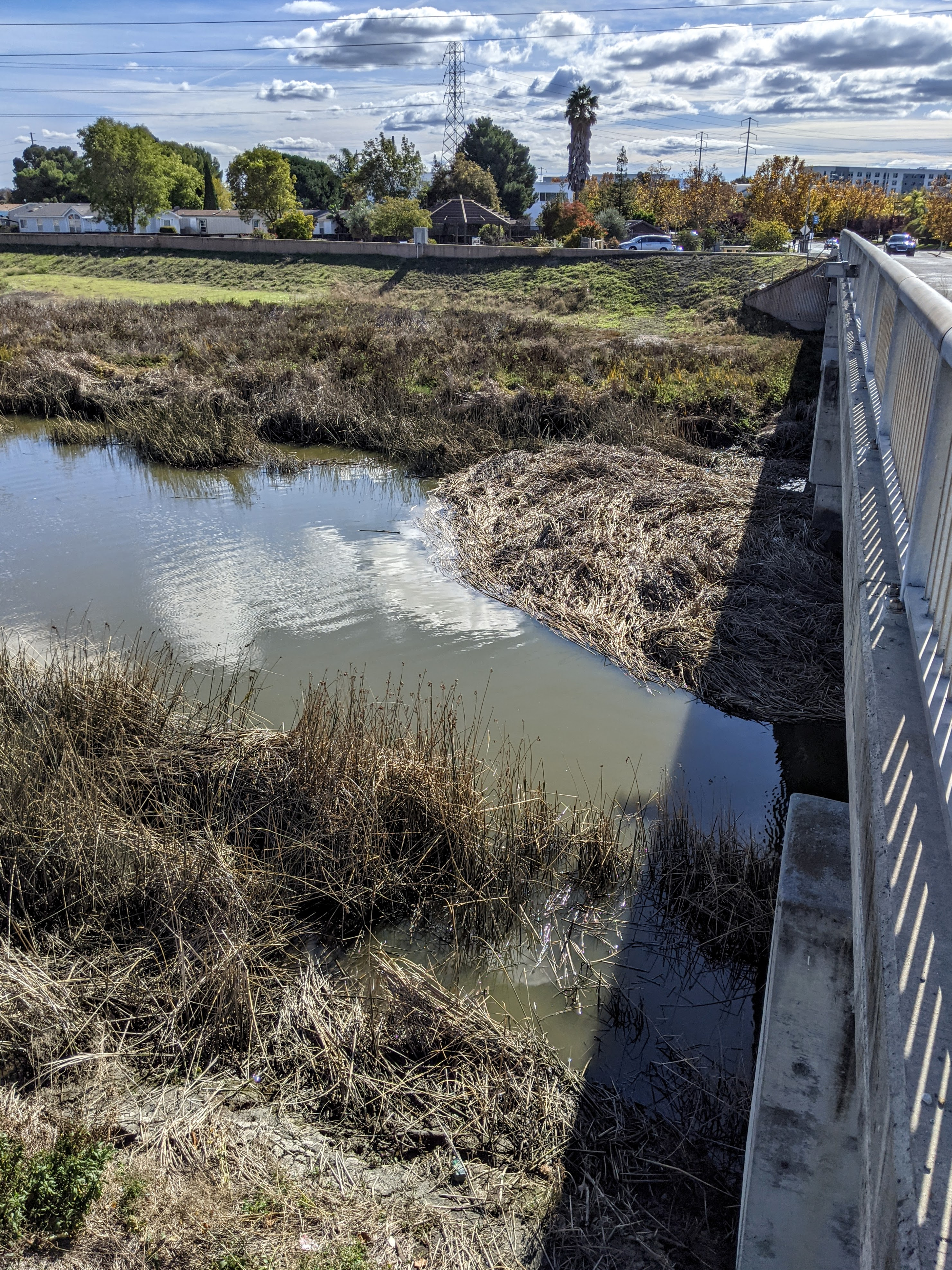
Um "filtro" (um acúmulo de detritos semelhante a uma represa) no rio Guadalupe, em Alviso; tais acúmulos podem diminuir o fluxo e contribuir para inundações rio acima

O rio ocasionalmente inunda o centro de San Jose, ao sul do centro da cidade, bem como em Alviso. As enchentes levaram o presidente Bill Clinton a declarar uma Área de Desastre Nacional em 1995 e 1997. Em março de 1995, a inundação deste rio ao redor da SAP Center causou o cancelamento de um jogo do San Jose Sharks, o único jogo cancelado por causa da chuva na história da National Hockey League. Esta enchente, como a maioria das enchentes do rio Guadalupe, foi provocada por pontes de tamanho insuficiente, neste caso a Ponte Julian Street.
O rio inundou 15 vezes desde a Segunda Guerra Mundial. Em resposta a essa inundação, o Santa Clara Valley Water District (SCVWD) lançou uma série de projetos de proteção contra inundações ao longo do rio Guadalupe para garantir que áreas residenciais e comerciais próximas ao rio estejam protegidas de inundações de 100 anos. Um componente importante do projeto de controle de cheias, concebido para controlar uma cheia de 100 anos ao longo do Baixo Guadalupe, foi concluído no final de 2008. A maior enchente do rio Guadalupe já registrada ocorreu em 1955 e fez parte das lendárias "Enchentes da Semana de Natal", quando o rio Guadalupe inundou 8 300 acre(s)s (34 km2).

### Seca
Após quatro anos de seca severa na Califórnia, em julho de 2015, o rio secou por um trecho de treze quilômetros na cidade de San Jose. Isto deveu-se ao armazenamento inadequado nos reservatórios a montante para as libertações de água necessárias para manter o fluxo até à foz do rio até ao regresso das chuvas de Inverno.

### Contaminação por mercúrio
A bacia hidrográfica de Guadalupe foi uma área de intensa atividade durante a corrida do ouro na Califórnia, com as minas de mercúrio no Condado de Santa Clara apoiando o processo de refino de ouro. Portanto, a toxicidade do mercúrio e seus efeitos sobre os humanos e a vida selvagem ao redor são uma grande preocupação para a área. Como o mercúrio é um ímã eficaz para o ouro, os mineradores, durante a Corrida do Ouro, costumavam encher suas comportas com mercúrio para aglutinar o ouro. Estima-se que 6 500 toneladas de mercúrio foram perdidas no sistema de riachos e rios ao longo da costa entre 1850 e 1920, e atualmente estão sendo detectadas nos riachos locais, na vida animal e nos leitos dos rios desses afluentes afetados. Cargas de mercúrio são mobilizadas durante grandes tempestades. Uma avaliação das cargas de mercúrio durante as grandes tempestades de janeiro de 2017 foi semelhante aos dados coletados durante uma tempestade semelhante em 2002. Os animais no topo da cadeia alimentar que consomem peixes contaminados com mercúrio são os mais vulneráveis, incluindo peixes predadores, aves, mamíferos e humanos que consomem peixes devido a um processo chamado biomagnificação.